# Magnetococcus marinus
Magnetococcus marinus är en bakterie som förekommer i syrefattiga förhållanden djupt i oceanerna. Bakterien kan navigera med magnetiska kristaller och har sensorer som känner igen syre.
En kanadensisk forskargrupp, som utvecklade nanorobotar för transport av cancermedicin till syrefattiga områden i tumören – vilka tros vara kritiska för utvecklingen av metastaser – upptäckte att bakterien verkar kunna användas för ändamålet. I försök med möss skapade man ett magnetfält som styrde bakterierna till områdena. Lastade med medicin hittade hälften av bakterierna de avsedda ställena, att jämföra med att man med existerande teknik lyckas leverera två procent.